# سوپرانا
سوپرانا (به ایتالیایی: Soprana) یک کومونه در ایتالیا است که در استان بیه‌لا واقع شده‌است. سوپرانا ۵٫۵ کیلومتر مربع مساحت و ۸۲۲ نفر جمعیت دارد.